# グライフ作戦
グライフ作戦（ドイツ語: Unternehmen Greif）とは、第二次世界大戦のバルジの戦いの最中にオットー・スコルツェニー率いる武装親衛隊コマンド部隊が展開した偽旗作戦。アドルフ・ヒトラー自身が発案したとされ、その目標はミューズ川に掛かる橋を破壊することであった。作戦に参加したドイツ兵士は鹵獲したイギリス軍およびアメリカ軍の軍服を着用し、鹵獲した連合軍車輌を用いて戦線後方に浸透、連合軍に混乱を引き起こそうと試みた。しかし、最終的には車輌の不足や軍服や車輌の偽装に基づく制限から、当初の目的を達成することはできなかった。

## 背景
パンツァーファウスト作戦の成功を経て、スコルツェニーはアドルフ・ヒトラーに特に気に入られた軍人の一人となっていた。1944年10月22日、ドイツ本土に帰国したスコルツェニーはヒトラーによって東プロイセンのラステンブルク（現在のケントシン）の総統大本営『ヴォルフスシャンツェ』へと呼び出された。ヒトラーはスコルツェニーの戦功を称えて親衛隊中佐への昇進を伝えた後、予定されているアルデンヌ攻勢において彼に期待される役割の説明を行った。
ヒトラーからの要請とはミューズ川に掛かる橋の確保であり、これを果たすべくスコルツェニーは特殊任務旅団として第150装甲旅団(Panzer-Brigade 150)の編成を行った。この会見の中で、ヒトラーはスコルツェニーとその部下がアメリカ兵の姿をしていたならば、より迅速かつ少ない損失で目的を達成しうるであろうと提案し、さらに敵の軍服を着た小部隊は虚偽命令、コミュニケーションの妨害などを行い、誤った指揮を誘うことも可能であろうと語った。
この作戦は明らかにハーグ陸戦条約に抵触しており、仮に米兵の姿をしたドイツ兵が捕まった場合はスパイとして処刑されることが予想された。スコルツェニー自身もこの点は深く理解しており、国防軍最高司令部作戦部長アルフレート・ヨードル上級大将や西方軍総司令官ゲルト・フォン・ルントシュテット元帥と何度もハーグ陸戦条約に関する議論を重ねたという。

### 第150装甲旅団

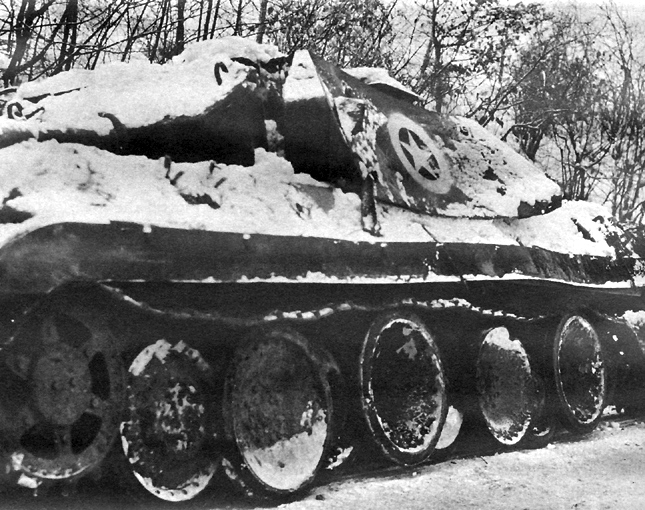
アメリカ製のM10戦車駆逐車を模した偽装を施されたパンター戦車

ヒトラーはこの作戦に「グライフ」のコードネームを与え、スコルツェニーにはアルデンヌ攻勢に向けて部隊の編成および訓練の為に5週間または6週間の猶予が与えられた。それから4日以内に、スコルツェニーはヨードルへ第150装甲旅団の編成計画を提出している。この編成計画はおよそ3300人もの兵員を要求する大規模なものだったにもかかわらず、ヨードルは即座に承諾し、また全面的な支援を約束した。
10月25日、国防軍最高司令部はグライフ作戦に従事する兵士を集める為、西部戦線に展開する全ての司令部に宛て「英語、またはアメリカ英語の知識があるもの」を募集する旨の命令を発した。この情報は連合軍にも察知されている。
新設された旅団はアメリカ軍の軍服・車輌・武器などを大量に必要としていた。西方総軍司令部(OB West)は、15輌の戦車、20輌の装甲車、20輌の自走砲、100輌のジープ、40輌のオートバイ、120輌のトラック、および英米軍の軍服を調達し、バイエルン東部のグラーフェンヴェーアに設置された旅団駐屯地に届けるように要請を受けている。しかし実際に届けられた装備類は必要調達数を大きく下回っており、車輌は状態の悪いM4シャーマン中戦車2輌のみだった。この為、スコルツェニーは5輌の偽装パンター戦車および6輌の装甲車などドイツ製車輌に偽装を施すことで代替を試みている。この際、何故か大量のポーランド軍および赤軍の鹵獲装備品が旅団に届けられたという。
将兵の内、慣用句やスラングを使いこなして完全にアメリカ英語を話すことができるのは10人で、30人から40人は十分に英会話を果たせたもののアメリカ英語のスラングに関する知識を持っていなかった。その他、それなりに英語の知識を持ち合わせたものは140人から150人程度、他の200人は学校教育に基づく知識のみを持ち合わせるのみであった。
こうした状況に直面したスコルツェニーは、旅団を3個大隊体制から2個大隊体制に縮小した上で特に英語の能力に秀でたものを150人選出し、シュティーロウ部隊(Einheit Stielau)なる特務部隊を編成した。スコルツェニーはまた、自らが編成・指揮に携わったSSミッテ駆逐戦隊から1個中隊、第600SS降下猟兵大隊から2個中隊を募集し、空軍の特務飛行隊KG200からは2個中隊を抽出した。さらに一般の戦車連隊や砲兵隊からも戦車兵および砲兵が引きぬかれている。こうして旅団は想定より800人ほど少ない2500人規模ながら、グラーフェンヴェーアの駐屯地で再編成された。
装備調達は依然として難航していたが、個人装備に関しては全隊員に行き渡るだけの量がどうにか調達された。車輌は4輌の偵察車と30輌のジープが新たに調達された他、ドイツ製のトラック15輌がアメリカ軍風のオリーブドラブに塗装された上で引き渡されている。またシャーマン戦車は結局1輌のみが配備されることになり、これに対しては旅団に所属するパンター戦車のキューポラを撤去した上で金属板で覆い、M10戦車駆逐車風の偽装を施すことで代用した。彼らにとって自軍と敵軍を区別することは非常に重要な問題であり、様々な識別方法が考案されている。車輌の後部には黄色い三角形のマークを付け、戦車は砲身を9時の方向に向けることとされた。兵士はピンクないし青のスカーフを身につけた上でヘルメットを脱ぎ、夜間には青ないし赤の識別信号を用いることとされた。
作戦の準備段階として、旅団の隊員は「ドイツ軍がダンケルクおよびロリアンの包囲を和らげるべく、アントワープへの攻撃、またはパリの欧州連合国派遣軍最高司令部(SHAEF)占領を目論んでいる」という噂を流布した。スコルツェニーの部下達も、12月10日までは旅団に課せられた真の目的を知らされていなかった。第150装甲旅団に課せられた使命は、ミューズ川に掛かる橋(アメ、ウイ、アンダンヌ)の内、少なくとも2つを確保することであった。歩兵は戦車隊がアルデンヌとアイフェル高地の中間に位置するオート・ファーニュに到達した時点で活動を開始することとされていた。歩兵部隊はX戦闘団、Y戦闘団、Z戦闘団の3グループに分割され、それぞれ別々の橋を担当した。

### シュティーロウ部隊
シュティーロウ部隊の隊員には、アメリカ英語の知識だけではなく身分秘匿諜報活動ないしサボタージュ活動の経験が求められた。彼らは爆発物及び通信に関する訓練や、アメリカ陸軍の階級制度及び教練内容に関する講義を繰り返し受け、さらにアメリカ英語をより正確に習得するべくキュストリンやリンブルクの捕虜収容所にて米軍捕虜を相手とした英会話なども行った。
彼らはアメリカ陸軍の制服を着用し、アメリカ陸軍の銃器及びジープを装備していた。彼らに課せられた任務は次の3つであった。
- 5人ないし6人ずつで編成される発破班は、橋梁、弾薬集積所、燃料集積所を破壊する。
- 3人ないし4人ずつで編成される偵察警戒班は、ミューズ川の両岸を偵察する。また、米軍部隊と遭遇した場合は偽の命令を渡す。さらに道路標識を逆にする、地雷の警告表記を取り除いたり逆に何もない道路に警告表記を設置するなどの妨害工作を行う。
- リード部隊(Lead)は、攻撃部隊と共に活動する。電信線や無線局を破壊して通信網を寸断し、偽の命令の信憑性を高める。

## 作戦開始
12月14日、第150装甲旅団はバート・ミュンスターアイフェルで集結した。そして12月16日午後から移動を開始し、第1SS装甲師団、第12SS装甲師団、第12国民擲弾兵師団などと共にオート・ファーニュを目指した。当初の計画ではこれら3個師団が到達してからグライフ作戦が発動される事とされていたが、スコルツェニーは第1SS第装甲師団が移動開始後2日以内に目的地へ到達出来なかった場合、すぐに活動を開始するつもりでいた。
12月17日、スコルツェニーは第6装甲軍司令部における作戦会議に参加した。この際、第150装甲旅団も通常戦力の一部として作戦に加わる旨の提案が行われている。会議の中で第150装甲旅団はマルメディの南に展開することとされ、スコルツェニーはサンウベールの第1SS装甲師団本部に出頭するように命じられた。
1944年12月21日、第150装甲旅団はスコルツェニーの指揮下でマルメディへの攻撃を試みた。しかし、その後何度か行われた攻勢はいずれもアメリカ軍守備隊によって撃退されている。これはバルジの戦いにおいてドイツ人が行ったマルメディ確保を狙った唯一の試みと見られている。

### コマンド作戦
スコルツェニーは投降後に行われた取り調べの中でシュティーロウ部隊の活動に触れている。この取り調べ記録によれば、4つの偵察班と2つの発破班は攻勢初日に活動を開始したという。また3つの部隊が第1SS装甲師団、第12SS装甲師団、第12国民擲弾兵師団と共に行動し、さらに3つの部隊は第150装甲旅団と共に行動した。12月16日、スコルツェニーはあるコマンド班がマルメディに到達したことを報告しており、また別の班がポトーから撤退中の米陸軍部隊への降伏勧告を行なっている。さらに別の班は道路標識を回転させて、あるアメリカ軍連隊を誤った方向へ送ったという。
一方のアメリカ軍でも「偽のアメリカ軍」の活動を察知しており、米軍憲兵隊はこれを見つけ出すべく何箇所もの検問所を設け、結果として物資・人員の移動は大きく滞った。これらの検問では、アメリカ人であれば常識として答えられるであろう質問を合言葉として用いた。しかし、ブルース・クラーク将軍は「シカゴ・カブスはまだアメリカンリーグに所属する」と答えておよそ5時間の勾留を受け、ある大尉は拾ったドイツ軍の長靴を履いていた為に一週間の勾留を受けたという。またオマル・ブラッドレー将軍は「イリノイ州の州都はどこか？」という質問に正しくスプリングフィールドと答えたが、尋ねた憲兵が州都をシカゴだと思い込んでいた為に勾留を受けたという。12月2日には、2人の米兵が「偽のアメリカ軍」と誤認され憲兵隊により射殺されている。また1945年1月2日にはバストーニュに移動中だった第6機甲師団所属の分遣隊が、第35歩兵師団を「偽のアメリカ軍」と誤認して発砲し、2人が死亡、その他複数名が重傷を負った。
英軍は撹乱の影響を受けず、米軍の行動が麻痺していると聞いたバーナード・モントゴメリー元帥は戦果を拡張するべく自ら前線へと向かった。ところが前線では「ドイツ軍のスパイにはモントゴメリー元帥に似た男がいる」という噂も広まっており、モントゴメリーの車は米軍の検問で足止めされることになる。この馬鹿馬鹿しい事態に腹を立てたモントゴメリーは検問を無視して車を進めるように運転手に命じたが、不審に思った米兵がすぐにタイヤを撃ち車を止め、結局は数時間にわたり尋問の為に近くの納屋へと拘留された。尋問中、激怒したモントゴメリーは解放しなければ軍法会議に掛けてやると言い、また身分証明を求められるとこれを侮辱と捉え一層と憤慨したという。最終的に英軍将校による確認が行われた後、元帥は解放された。この事件を聞いたアイゼンハワーは面白がり、「これはスコルツェニーがこれまでにあげたものの内、最高の戦果であろう」と冗談を言ったという。
シュティーロウ部隊からは44名の隊員がアメリカ軍の前線に送り込まれたが、12月19日までに帰還したのはわずか8名に過ぎず、以後は偽装を行う意義も薄くなったため、各部隊員はドイツ軍の軍服に着替えて戦闘に参加した。シュティーロウ部隊の隊員以外にも、単に寒さを凌ごうと拾ったアメリカ軍の上着を着用していたドイツ兵などもコマンド部隊と誤認されて殺害されたとされる。

### アイゼンハワーの噂
グライフ作戦の展開によってアメリカ軍は疑心暗鬼に陥り大きな混乱に見舞われた。12月17日、エワイユ付近の検問所でコマンド隊員が逮捕された際にはその中でも最大の混乱が起こっている。逮捕されたのはマンフレート・ペルナス(Manfred Pernass)、ギュンター・ビリング(Günther Billing)、ヴィルヘルム・シュミット(Wilhelm Schmidt)ら3名のドイツ軍人である。
このうちシュミットは取り調べにおいて、当時流布されていた「スコルツェニーはアイゼンハワー将軍とその幕僚らを拉致する為にこの作戦を展開した」という噂を裏付ける虚偽の証言を行った。このシュミットによる証言に加え、シュティーロウ部隊が事前に作成・配布していたグライフ作戦に関する偽の文書がヘックシャイト付近で米陸軍第106歩兵師団によって入手されていた事や、ムッソリーニ救出作戦やパンツァーファウスト作戦などスコルツェニーが関与した特殊作戦が連合国でもよく知られていた事から、アメリカ側はこの噂を信じこんでしまった。伝えられるところによれば、アイゼンハワーは保安上の理由から司令部に閉じ込められ、1944年のクリスマスを「
孤独かつ退屈」に過ごしたという。
ペルナス、ビリング、シュミットの3名はアンリ＝シャペルにて軍事裁判の後に死刑を宣告され、12月23日に銃殺刑に処された。その他にも13人のドイツ兵がアンリ＝シャペルまたはウイにて銃殺刑に処されている。

## 作戦後
1947年、スコルツェニーと第150装甲旅団の将校らはグライフ作戦にて不当に米軍人の制服を着用して活動した事が戦時国際法に抵触するとしてダッハウ裁判の中で訴追を受けた。しかし結局は全員に無罪判決が下されている。軍事法廷では敵の制服を着用して戦闘に参加する事と欺瞞作戦等その他の活動を区別していたが、裁判の中ではスコルツェニーらがどのような命令の元で活動していたのかを証明することが出来なかった。さらに弁護側の証人としてイギリス特殊作戦執行部(SOE)のエージェントだったフォレスト・フレデリック・エドワード・ヨー＝トーマスが出席し、彼は自らもまたドイツ軍人の制服を着用して敵の前線後方に侵入して工作活動を行った旨を証言した。

## その他の「グライフ作戦」
この作戦以前にも、1944年8月14日にドイツ陸軍がオルシャ及びビテブスクで行った対パルチザン作戦にも同様にグライフ(Greif)のコードネームが使用されていた。